# Monology vagíny
Monology vagíny (anglicky: The Vagina Monologues) je divadelní hra, kterou napsala Eve Ensler v roce 1996. Původně Eve hrála všechny role žen, které vypovídaly své monology; poté, co přestala v této titulní roli vystupovat, se ve hře vystřídalo mnoho celebrit.

## Děj
Hra se skládá z několika monologů, které čte několik žen (původně hrála všechny role Eve Ensler, později byla hra předělána pro tři herečky, v poslední době hraje každou ženu jiná herečka). Každý monolog se nějak týká vaginy, ať už se jedná o pohlavní styk, lásku, znásilnění, masturbaci, porod, orgasmus, různé názvy pro vaginu nebo prostě jako součást ženského těla.

## Česká verze
Hra byla uvedena i v České republice, český text vytvořila česko-australská herečka Dagmar Bláhová, jež tímto zapůsobila i jako překladatelka. Hru již 10 let uvádí Intimní divadlo Dáši Bláhové v režii Ireny Žantovské (hrají: Míša Sajlerová, Anna Polívková v alternaci s Jitkou Asterovou a Dagmar Bláhová).